# Cour constitutionnelle (Indonésie)
Pour les articles homonymes, voir Cour constitutionnelle.

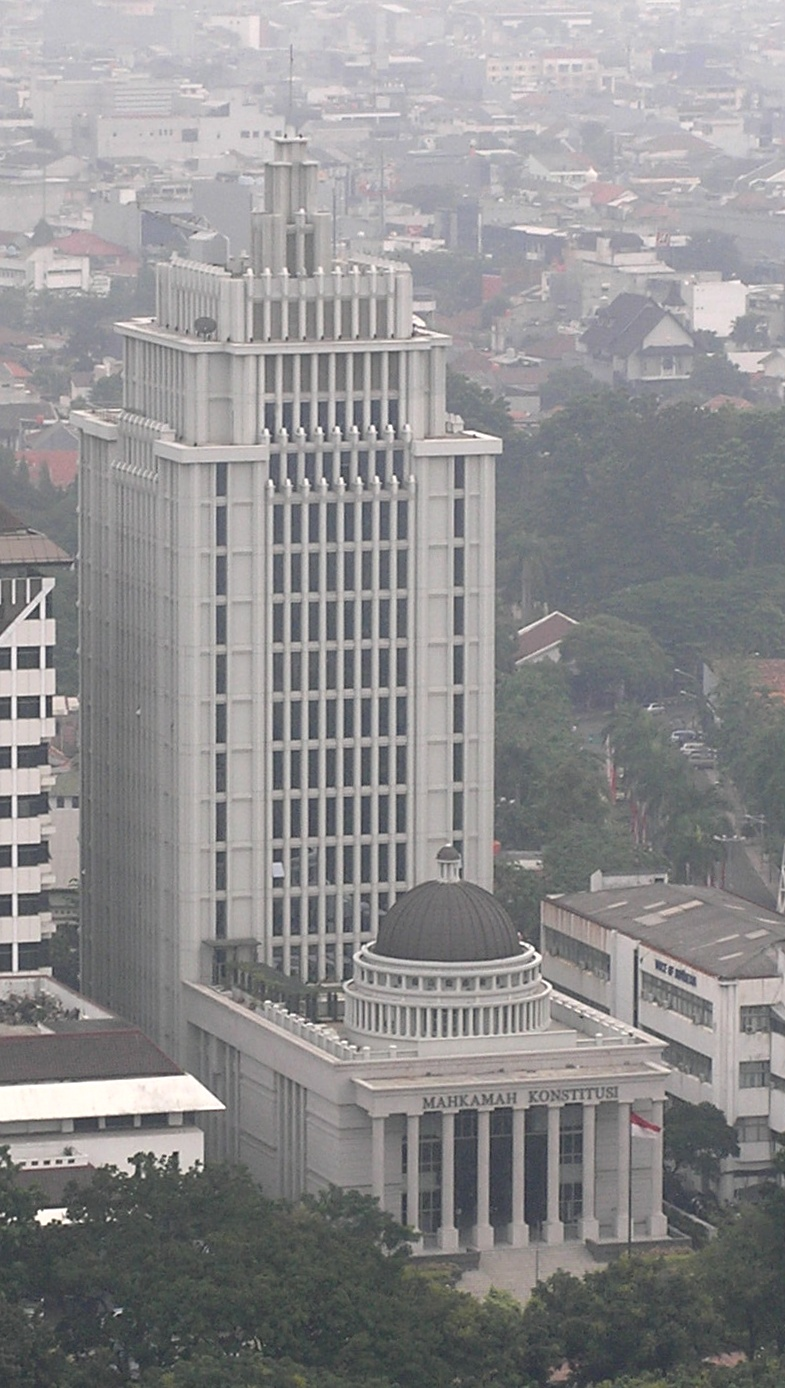
Le siège de la Cour constitutionnelle indonésienne

La Cour constitutionnelle de la république d'Indonésie, en indonésien Mahkamah Konstitusi Republik Indonesia, a été créée en 2003.
En 2001, l'Assemblée délibérative du peuple ou MPR vote un amendement de la constitution indonésienne, qui promeut l'idée d'établir une cour constitutionnelle. L'Indonésie devient ainsi le 78e pays à établir un tel organisme.
En attendant la création d'une telle cour, le MPR délègue à la Cour suprême ou Mahkamah Agung la fonction de cour constitutionnelle.
En 2003, la loi portant création de cette cour est promulguée. Cette même année, le président Susilo Yudhoyono nomme par décret présidentiel neuf juges, qui prêtent serment le 16 août au palais présidentiel. La Cour suprême remet ses dossiers à la nouvelle cour le 15 octobre 2003, marquant ainsi le début de ses activités.